# Колодій Сергій Володимирович
Сергі́й Володи́мирович Колоді́й (позивний «Рубіж», 4 лютого 1981, смт Пересічне, Дергачівський район, Харківська область, Українська РСР — 28 вересня 2014, м. Донецьк, Україна) — капітан Збройних сил України, командир роти механізованого батальйону 93 ОМБр, учасник російсько-української війни та боїв за Донецький аеропорт. Герой України (посмертно).

## Життєпис
Народився 1981 року в Пересічному (також зазначається Харків). Після закінчення школи в Пересічному рік провчився у Харківському ПТУ № 1.
2004 року закінчив Гвардійський факультет військової підготовки імені Верховної Ради України Національного технічного університету «Харківський політехнічний інститут», здобув спеціальність інженера-механіка, офіцера управління тактичного рівня. Навчався на одному курсі з Євгеном Межевікіним.
Капітан, командир 5-ї роти 2-го механізованого батальйону 93-ї окремої механізованої бригади, військова частина А1302, смт. Черкаське, Дніпропетровська область.
Із червня 2014 р. перебував у зоні бойових дій. Рідні до останнього були впевнені, що він на навчаннях.
Брав участь у визволенні Авдіївки 26 липня 2014 року — це було фактично його перше бойове завдання. Воював у селищі Піски. Разом зі своєю ротою 4 серпня увійшов на територію Донецького аеропорту, змінивши на позиціях бійців 72 бригади. Захищав аеропорт протягом двох місяців, — його підрозділ відповідав за оборону нового термінала.
28 вересня дістав наказ на БМП разом з танками відбити атаку російських збройних формувань та вивести 20 бійців з термінала С. Особовий склад, який обороняв позицію «Бокс» біля термінала С, заблокувала піхота противника, виникла загроза їхнього оточення й полону. Щоб вивести бійців з термінала, капітан Сергій Колодій зайняв місце механіка-водія БМП-2 та разом з оператором-навідником і санінструктором роти висунувся на допомогу підлеглим, відсікаючи вогнем атаку бойовиків. Несподівано з-за ангара на злітну смугу виїхав російський танк Т-72. БМП маневрувала й відходила, відстрілюючись з гармати та кулемета по танку й піхоті противника. У цей час двадцять бійців, заблокованих у терміналі С, без втрат повернулися до своїх.
БМП Колодія майже дісталася укриття, коли в неї поцілив танковий снаряд. Колодій загинув внаслідок прямого влучення. Тоді загинули також вояки 79-ї бригади лейтенант Олександр Тищик, сержант Сергій Златьєв, старший солдат Денис Білий, солдати Юрій Соколачко, Олександр Пивоваров, Олександр Завірюха, Анатолій Хроненко.
У цей час до аеропорту зайшов резерв з підрозділів 79-ї аеромобільної та 93-ї механізованої бригад. На злітну смугу на своєму танку викотився майор Межевікін і з короткої дистанції підірвав Т-72. По Т-72 почали бити з усіх стволів. Там теж ніхто не вижив.
Тіло Колодія через інтенсивність обстрілів змогли забрати тільки через кілька днів.
Без Сергія лишились батьки, брат.
Похований у Пересічному.

## Нагороди
- Звання Герой України з удостоєнням ордена «Золота Зірка» (23 серпня 2016, посмертно) — за особисту мужність, героїзм, вірність військовій присязі, виявлені у захисті державного суверенітету та територіальної цілісності України[2].
- Орден Богдана Хмельницького III ст. (6 жовтня 2014, посмертно) — за особисту мужність і героїзм, виявлені у захисті державного суверенітету та територіальної цілісності України[3].

## Вшанування пам'яті
- 5 вересня 2016 року Президент України Петро Порошенко в Маріїнському палаці вручив нагородні атрибути звання Герой України — орден «Золота Зірка» та інші — матері загиблого Героя[4].
- У рідному селищі Пересічне Дергачівського району ім'ям Сергія Колодія назвали вулицю і школу, у якій він навчався. На будівлі школи встановлено меморіальну дошку.[5]
- У грудні 2019 року Укрпошта випустила конверт із зображенням загиблого Героя[6].
- 29 серпня 2020 року на території Інституту танкових військ встановлено погруддя.[7]
- Його портрет розміщений на меморіалі «Стіна пам'яті полеглих за Україну» у Києві: секція 4, ряд 10, місце 15